# Parafia Wszystkich Świętych w Niechłoninie
Parafia pw. Wszystkich Świętych w Niechłoninie – parafia rzymskokatolicka należąca do dekanatu żuromińskiego, diecezji płockiej, metropolii warszawskiej.

## Historia
Parafię została prawdopodobnie erygowana przez biskupa płockiego Jakuba z Korzkwi ok. 1400 roku. Do parafii należały wówczas wierni z wsi : Gnojno, Gnojenko, Gruszki, Jabłonowo, Niechłonin i Petrykozy. Od końca XVI w. do II połowy XX wieku kościół i parafia w Niechłoninie należy do parafii Sarnowo. W 1965 roku w Niechłoninie zorganizowano ośrodek duszpasterski, a 8 maja 1971 roku biskup płocki Bogdan Sikorski ponownie erygował parafię.
.Pierwszy kościół wybudowany z fundacji rodziny Zielińskich spłonął. Obecny Kościół pw. Wszystkich Świętych w Niechłoninie fundacji wojewody mazowieckiego Kazimierza Rudzińskiego został zbudowany w 1757 roku. 

## Proboszczowie
- ks. Andrzej Petrykowski (2023– )[3]